# Dolenja Pirošica
Dolenja Pirošica é um assentamento localizado no município de Brežice na Eslovênia. Possuía uma população estimada de 81 habitantes em 2020.